# Philodendron englerianum
Philodendron englerianum är en kallaväxtart som beskrevs av Julian Alfred Steyermark. Philodendron englerianum ingår i släktet Philodendron och familjen kallaväxter.

## Underarter
Arten delas in i följande underarter:
- P. e. duidae
- P. e. englerianum